# X Corp.
X Corp. é uma empresa americana de tecnologia com sede em Bastrop, Texas. Estabelecida pelo magnata dos negócios Elon Musk em 2023 como sucessora do Twitter, Inc. É uma subsidiária integral da X Holdings Corp., que é propriedade de Elon Musk. A empresa é proprietária do serviço de rede social X e anunciou planos de usá-lo como base para outros serviços.

## História

### Conceituação e planejamento (2022–2023)
Em abril de 2022, registros na Securities and Exchange Commission (SEC) revelaram que Musk havia formado três entidades corporativas em Delaware, todas sob o nome de X Holdings. De acordo com os registros, uma das entidades se fundiria com a Twitter Inc., enquanto outra serviria como controladora da nova empresa resultante da fusão. Uma terceira entidade ajudaria a obter um empréstimo US$ 13 bilhões fornecido por diversos grandes bancos para adquirir o Twitter. O nome "X" remonta ao X.com, um banco online fundado por Musk em 1999, que em junho de 2001 tornou-se o PayPal. Musk considerou formar uma holding chamada "X" para Tesla, Inc. e SpaceX em agosto de 2012. Em julho de 2017, Musk readquiriu o domínio X.com do PayPal. Musk reafirmou seu apoio ao nome "X" em dezembro de 2020, respondendo a um usuário do Twitter que renovou os pedidos para que Musk formasse uma nova holding com esse nome, embora tenha descartado a ideia de adquirir seus negócios para Chris Anderson.
O conceito do X se solidificou em outubro de 2022, quando Musk tuitou que adquirir o Twitter é "um acelerador para a criação do X, o aplicativo para tudo". Segundo Musk, o Twitter aceleraria a criação do X em "3 a 5 anos". Musk expressou interesse em criar um aplicativo semelhante ao WeChat—um aplicativo chinês de mensagens instantâneas, mídia social e pagamento móvel—em um podcast em maio de 2022. Em junho, Musk disse aos funcionários do Twitter que o Twitter é uma "praça da cidade digital" que deveria ser abrangente, como o WeChat. Em uma conferência do Morgan Stanley em março de 2023, Musk elogiou o X mais uma vez como a potencialmente "maior instituição financeira do mundo". Em 27 de outubro de 2022, Musk adquiriu o Twitter por US$ 44 bilhões e, posteriormente, tornou-se seu CEO.

### Formação (2023-presente)
Em 9 de março de 2023, Musk registrou a X Holdings Corp. e a X Corp.em Nevada. O estado foi usado para estabelecer vários empreendimentos de Musk; em 2016, a Gigafactory Nevada foi construída em no Condado de Storey. Boring Company tem um túnel de trânsito sob o Centro de Convenções de Las Vegas e será conectado a um túnel separado em Las Vegas. Em resposta à resposta da Califórnia à pandemia de COVID-19, Musk considerou mudar a sede da Tesla para Nevada, antes de decidir pelo Texas. Em 15 de março, Musk solicitou a fusão da X Holdings I com a X Holdings Corp. e do Twitter, Inc. com X Corp. No processo, Musk revelou que a X Holdings Corp. tem US$ 2 milhões em capital; A X Holdings Corp. também servirá como empresa controladora da X Corp. Em um e-mail para toda a empresa naquele mês, Musk anunciou que os funcionários do Twitter receberão ações da X Corp.
Em 4 de abril, em um processo judicial em andamento movido pela ativista política de extrema-direita Laura Loomer contra o Twitter e seu ex-CEO Jack Dorsey, o Twitter, Inc. notificou o tribunal de que havia sido consolidada na X Corp., uma empresa de Nevada com sede em São Francisco, Califórnia. Um pedido semelhante foi feito no Tribunal Distrital dos EUA para o Distrito Sul da Flórida. Em resposta à cobertura jornalística do processo, Musk tuitou a letra X.
Em julho de 2023, Musk anunciou que o Twitter seria renomeado para X e que o logotipo do pássaro seria retirado.
Em 13 de setembro de 2024, a X Corp. mudou sua sede de São Francisco, Califórnia para Bastrop, Texas, de acordo com documentos registrados no Estado da Califórnia.

## Produtos
Atualmente, a X Corp é proprietária do X.